# Il vecchio nido
Il vecchio nido è un  cortometraggio muto italiano del 1912 diretto e interpretato da Luigi Maggi.